# Yíngjiāng Qū
Yíngjiāng Qū o distrito de Yíngjiāng es una localidad de la ciudad-prefectura de Anqing en la provincia de Anhui, República Popular China, con una población censada en noviembre de 2010 de 251 080 habitantes.
Se encuentra situada cerca del río Yangtsé, de las montañas Dabie y de la frontera con las provincias de Jiangxi y Hubei.